# 莫拉莱达-德萨法约纳
莫拉莱达-德萨法约纳（西班牙語：Moraleda de Zafayona）是西班牙安达卢西亚自治区格拉纳达省的一个市镇。总面积48平方公里，总人口2943人（2001年），人口密度61人/平方公里。